# Zubaida Jalal Khan
Zubaida Jalal Khan ou plus simplement Zubaida Jalal (en ourdou : زبيدہ جلال خان), née le 31 août 1959 à Quetta, est une femme politique pakistanaise. Elle est élue députée de l'Assemblée nationale en 2002 et 2018. Rejoignant la Ligue musulmane du Pakistan (Q) en soutien de Pervez Musharraf, elle est ministre de l’Éducation de 2002 à 2007. Adhérant au Parti baloutche Awami, elle est ministre de la Production défensive d'août 2018 à avril 2022. 

## Études et carrière professionnelle
Zubaida Jalal Khan est née le 31 août 1959 à Quetta, la capitale de la province du Baloutchistan. Elle appartient ainsi à l'ethnie baloutche, majoritaire dans la province. Elle obtient un master en littérature anglaise de l'Université du Balouchistan. 

## Carrière politique

### Ministre de l’Éducation
Après le coup d'État du 12 octobre 1999, Zubaida Jalal soutient le chef de l'armée Pervez Musharraf qui devient président. Lors des élections législatives de 2002 qu'il convoque, elle est élue députée sous une étiquette indépendante dans une circonscription de l'Assemblée nationale du district de Gwadar et de Kech avec 49,6 % des voix. Elle est l'une des rares femmes élues députées directement par le peuple. 
Rejoignant ensuite la Ligue musulmane du Pakistan (Q) qui soutient Musharraf, elle est nommée le 24 novembre 2002 ministre de l’Éducation. Elle conservera son poste durant cinq ans, soit la durée de la législature, voyant se succéder cinq Premiers ministres. Elle tente notamment de réformer les écoles coraniques, en offrant un financement public en échange de régulations sur le contenu de l'enseignement.
Elle perd son siège de député lors des élections législatives de 2008 à la faveur d'un candidat du Parti national baloutche (Awami), ne réunissant que 33 % des voix,. Lors des élections législatives de 2013, elle réalise un score négligeable avec 2,2 % des voix.

### Ministre de la production défensive
En 2018, Zubaida Jalal rejoint le Parti baloutche Awami, une formation créée cette année contre le gouvernement de la Ligue musulmane du Pakistan (N). Elle est élue députée sous cette étiquette lors des élections législatives du 25 juillet 2018 avec 39,4 % des voix dans la circonscription de Kech. 
Alors que son parti rejoint la coalition gouvernementale d'Imran Khan, dont le mouvement est arrivé en tête, Zubaida Jalal est nommée ministre de la Production défensive le 20 août 2018.
Dans le cadre de la crise politique de 2022, elle est la seule députée de son parti à continuer de soutenir le Premier ministre Imran Khan. Après la démise de ce dernier par une motion de censure de l'Assemblée nationale, Zubaida Jalal perd son poste de ministre le 10 avril. 

## Polémiques
En août 2008, elle est impliquée dans un scandale financier, accusée d'irrégularités et de détournements de fonds dans le cadre d'un projet éducatif lorsqu'elle était ministre. 
Lors des élections législatives de 2002, elle a obtenu le soutien d'Imam Bizenjo, influent localement, en échange de son aide pour être disculpé dans une affaire judiciaire. 